# Brachymeles lukbani
Brachymeles lukbani — вид сцинкоподібних ящірок родини сцинкових (Scincidae). Ендемік Філіппін.

## Поширення і екологія
Brachymeles lukbani мешкають в північних районах півострова Бікол на південному заході острова Лусон, зокрема на горі Лабо. Вони живуть в первинних і вторинних вологих тропічних лісах та на плантаціях, серед пухкого ґрунту, опалого листя і гнилої деревини. Зустрічаються на висоті від 200 до 1115 м над рівнем моря. Є яйцеживородними.